# Rhizohypnum brachycarpum
Rhizohypnum brachycarpum là một loài Rêu trong họ Hypnaceae. Loài này được (Renauld & Cardot) M. Fleisch. miêu tả khoa học đầu tiên năm 1923.